# Аверкієво (Павлово-Посадський район)
Аверкієво — село в Павлово-Посадському районі, Московська область, Росія. Адміністративний центр сільського поселення Аверкиївське. 

## Населення
За Всеросійським переписом 2002 року в селі проживало 58 осіб (22 чоловіки та 36 жінок) . За даними на 2005 рік в селі проживало 63 людини. 

## Розташування
Село Аверкиїво розташоване приблизно за 13 км на південь від центру міста Павловський Посад. Найближчі населені пункти — села Дергаєво, Бразуново та Селище Аверкиївського лісництва. 

## Інфраструктура
У селі знаходиться магазин та клуб. До райцентру ходить автобус № 22. 

## Пам'ятки
У селі розташований храм Живоначальної Трійці, побудований в 1911 — 1915 роках у стилі церков XVII століття. Автор проекту церкви — архітектор Башкіров. У 1930-му році церква була закрита, там розмістився склад. На початку 1990-х років частково зруйновану будівлю було передано православній церкві. Почались відновлювальні роботи. 